# Kriyananda

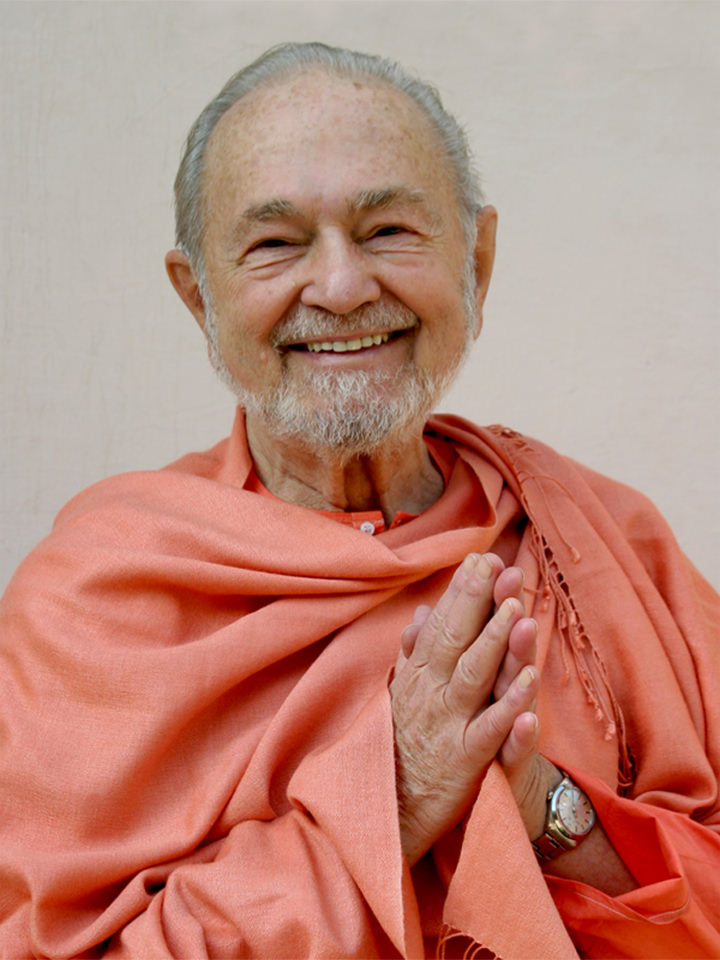
Swami Kriyananda

Swami, ook wel Goswami Kriyananda, geboren als J. Donald Walters (Teleajen (Roemenië), 19 mei 1926 – Assisi, Italië 21 april 2013), was een religieus leider op het gebied van kriya yoga. Kriyananda verbleef vooral in Gurgaon in India.
Kriyananda was een directe volgeling van Paramahansa Yogananda, met wie hij veel contact had in de laatste vier jaren van diens leven (1948-1952). In deze tijd was hij minister voor de Self-Realization Fellowship die door Yogananda was gesticht. Yogananda vroeg hem kriya yoga te onderrichten, dat hij de hoogste techniek van zelfverwerkelijking noemde. Hij verliet de SRF na een conflict in 1962.
Kriyananda is de oprichter van Ananda, een wereldwijde spirituele beweging van zogenaamde intentionele gemeenschappen die op de idee van Yogananda's World Brotherhood Colonies is gebaseerd. Ananda heeft meditatiecentra en studiegroepen in verschillende landen.

## Noot
1. ↑  Swami Kriyananda, Conversations With Yogananda: Stories, Sayings, and Wisdom of Paramhansa Yogananda Preface. Crystal Clarity Publishers (2004) ISBN 1-56589-202-X